# Julia Flesher Koch
Julia Flesher Koch (* 12. April 1962 in Indianola, Iowa) ist die Witwe des Milliardärs David H. Koch und nach dessen Tod 2019 zur drittreichsten Frau der Erde aufgestiegen. Koch Industries ist eines der größten privatgeführten Unternehmen der Welt und macht neben seinem Kerngeschäft in der Öl- und Gasindustrie auch Geschäfte in der Chemie-, Elektronik-, Papier- und Finanzbranche.

## Leben
Julia Margaret Flesher wurde in Indianola, Iowa, geboren und wuchs dort und in Conway, Arkansas, auf.
In den späten Achtzigerjahren kam sie nach New York. Dort arbeitete sie einige Zeit als Assistentin des Modedesigners Adolfo und half als solche auch bei Anproben für die First Lady Nancy Reagan.
Ihren späteren Ehemann David H. Koch lernte sie 1991 bei einem Blind Date kennen. Es funkte nicht auf Anhieb zwischen den beiden, doch trafen sie sich 6 Monate später noch einmal und kamen schließlich zusammen.

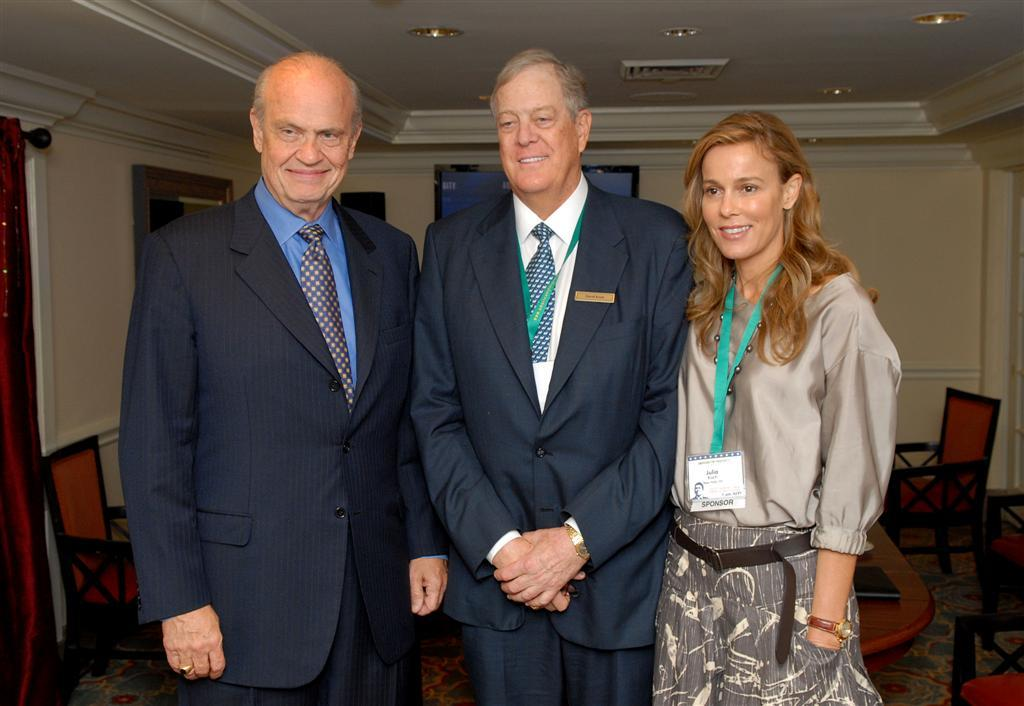
Julia und David Koch mit Fred Thompson, 2007

1993 gab sie ihren Beruf auf, 1996 heiratete die 33-Jährige den 23 Jahre älteren Milliardär auf dessen Anwesen in Southampton. Sie lebten in einer Wohnung an der Fifth Avenue und bekamen drei Kinder. 
Neben dem Familienleben kümmerte sie sich um die David H. Koch-Stiftung. Sie ist dort Präsidentin.

## Vermögen
Durch den Tod ihres Ehemanns 2019 erbte sie dessen Vermögen. Je nach Berechnung beläuft sich dieses auf 39 bis 48 Milliarden Euro. David Koch hielt wie sein Bruder Charles G. Koch je 42 Prozent an dem Familienkonzern Koch Industries.